# Инженерна инспекция
Инженерна инспекция е специално учреждение на Военното министерство създадено с цел организиране на комплектуването, въоръжението и снабдяването на въоръжените части и обучението на личния състав.

## История
Историята на Инженерната инспекция започва на 13 септември 1878 г., когато са формирани 2 сапьорни роти (редовна и учебна) с руски кадри и се състои от 8 офицера и 80 подофицера и войника. В периода до 1880 г. е известна като Сапьорна и военноинженерна част на Българската Земска войска. През 1880 г. е отделена като Управление на инженерната част към Министерство на войната. През 1887 г. се учредяват два инженерни отдела – Южен, в който влизат Пловдивски, Татарпазарджишки, Хасковски, Старозагорски, Сливенски и Бургаски окръг и Северен – Русенски, Търновски, Свищовски, Ломпалански, Варненски, Видински, Силистренски и Шуменски окръг.
Софийски, Кюстендилски и Трънски окръг, както Ихтиманска и Берковска околия във военноинженерно отношение се подчиняват непосредствено на началника на Инженерното отделение към Министерството на войната. Северният и Южният отдел се закриват през 1891 г. Създава се военноинженерна инспекция, която се подчинява на военния министър. На 1 януари 1898 към щаба на войската се учредяват Пехотна, Кавалерийска, Артилерийска и Военноинженерна инспекция.
На 31 декември 1907 г. се постановява Инженерното отделение при Щаба на Армията да се закрие, като дейността му да премине в Инженерната Инспекция при Военното министерство.
След края на Първата световна война (1915 – 1918) военноинженерната инспекция отново се преименува на Инженерен отдел (1920), който по-късно е реорганизиран в Инспекция на Инженерни войски. През 1940 г. свързочната инспекция се закрива, като дейността ѝ се поема от Инженерната. Свързочният полк и Военносвързочната фабрика се приемат от инспектора на инженерните войски. Тогава инспекцията се именува – Инспекция на инженерните и свързочните войски. От 1943 г. е известна като Инспекция на Инженерни войски.
През месец април 1944 г. инспекцията е евакуирана поради бомбардировките на София и дислоцирана в Самоков. През месец май 1945 г. преминава към щаба на войската и се именува Инженерен отдел към Щаба на войската (военнопощенски номер 3848). На този отдел са подчинени всички инженерни части, общовойсковата моторизирана мостова дружина, жп полка, инженерната школа и свързочната фабрика. От 1950 г. явното наименование е военнопощенски номер 35550.

## Наименования
През годините инспекцията носи различни имена според претърпените реорганизации:
- Сапьорна и военноинженерна част на Българската Земска войска (13 септември 1878 – 1880)
- Управление на инженерната част към Министерство на войната (1880 – 1886)
- Инженерен отдел (1887 – 1 януари 1898)
- Военноинженерна инспекция (1 януари 1898 – 1903)
- Инженерно отделение при Щаба на Армията (1904 – 31 декември 1907)
- Инженерна Инспекция при Военното Министерство (1 януари 1908 – 1920)
- Инженерен отдел (1921 – 1925)
- Инспекция на Инженерни войски (1925 – 1940)
- Инспекция на Инженерни и Свързочни войски (1940 – 1943)
- Инспекция на Инженерни войски (1943 – май 1945)
- Инженерен отдел към Щаба на войската (май 1945 – 1947)
- Управление „Инженерни войски“ (1947 – 1950)

## Началници[5]
- Щабс-капитан Евграф Саранчов (13 септември 1878 – 2 април 1882), завеждащ сапьорната и военноинженерна част
- Подполковник Рихард (2 април 1882 – 8 януари 1885), началник на инженерното отделение към Министерството на войната
- Подполковник Жеко Велчев (8 януари 1885 – 7 март 1887), началник на военно-инженерното отделение към Министерството на войната
- Подполковник Георги Иванов (7 март 1887 – 1 януари 1891), началник на военно-инженерното отделение към Министерството на войната
- Подполковник Марко Лалчев (1 януари 1891 – 21 април 1894), началник на военно-инженерното отделение към Министерството на войната
- Полковник Георги Иванов (21 април 1894 – 1 януари 1904), началник на военно-инженерна инспекция
- Генерал-майор Георги Вазов (1 януари 1904 – 25 април 1908), началник на Инженерните войски
- Полковник Симеон Янков (25 април 1908 – 1 януари 1915), инспектор на инженерни войски
- Полковник (ген.м-р от 02.09.1915) Стоян Загорски (1 януари 1915 – 17 октомври 1918), инспектор на Инженерните войски
- Генерал-майор Симеон Добревски (17 октомври 1918 – 1 март 1920), инспектор на Инженерните войски
- Полковник Васил Атанасов (1 март 1920 – 2 ноември 1920), инспектор на Инженерните войски
- Полковник Милко Хаджиев (2 ноември 1920 – 8 декември 1921), инспектор на Инженерните войски
- Полковник (ген.м-р от 24.01.1924) Димитър Рашеев (8 декември 1921 – 21 януари 1924), инспектор на Инженерните войски
- Полковник Антон Ковачев (14 януари 1924 – 5 юли 1928), инспектор на Инженерните войски
- Полковник Георги Вълков (5 юли 1928 – 15 май 1930), инспектор на инженерни войски
- Полковник Владимир Бакалов (15 май 1930 – 15 ноември 1932), инспектор на инженерни войски
- Полковник (ген.м-р от 19.05.1934) Траян Драганов (15 ноември 1932 – 19 май 1934), инспектор на инженерни войски
- Генерал-майор Петър Петров (19 май 1934 – 17 февруари 1938), инспектор на инженерни войски
- Полковник Никола Христов (17 февруари 1938 – 16 октомври 1943), инспектор на инженерни войски
- Полковник (ген.м-р от 06.05.1944) Христо Пеев (16 октомври 1943 – 21 септември 1944), инспектор на инженерни войски
- Полковник (ген.м-р от 17.09.1946) Пею Старибратов (21 септември 1944 – 5 август 1950)
- Полковник Ради Томов (5 август 1950 – 31 ноември 1958), началник на управление „Инженерни войски“ – МНО
- Полковник инж. Тоньо Петков (31 ноември 1958 – 16 октомври 1973), началник на управление „Инженерни войски“ – МНО
- Полковник Иван Петров (18 октомври 1973 – 22 октомври 1974), началник на управление „Инженерни войски“ – МНО
- Полковник инж. Кузман Кузов (23 октомври 1974 – 20 октомври 1976), началник на управление „Инженерни войски“ – МНО
- Полковник Георги Брандев (20 октомври 1976 – 3 май 1978), временно изпълняващ длъжността началник на управление „Инженерни войски“ – МНО
- Генерал-майор инж. Тоньо Петков (4 май 1978 – 21 септември 1988), началник на управление „Инженерни войски“ – МНО
- Полковник инж. Кирил Ерменков (21 септември 1988 – 20 февруари 1994), началник на управление „Инженерни войски“ – МО
- Полковник инж. Тенчо Добрев (20 февруари 1994 – 1 септември 1998), началник на отдел „Инженерни войски“ – МО
- Полковник инж. Тодор Стоянов (1 септември 1998[6] – 25 ноември 1999[7]), и.д. за 1 г. началник на отдел „Инженерни войски“ – МО
- Полковник инж. Георги Стоичков (20 септември 2000 – 2007?), началник на отдел „Инженерни войски“ – МО